# Dombeya oligantha
Dombeya oligantha är en malvaväxtart som beskrevs av Arenes. Dombeya oligantha ingår i släktet Dombeya och familjen malvaväxter. Inga underarter finns listade i Catalogue of Life.